# Samir Beloufa
Samir Beloufa (Melun, 27 augustus 1979) is een Frans-Algerijns voetbaltrainer en voormalig voetballer. Beloufa was een verdediger.

## Spelerscarrière
Hij begon zijn carrière bij AS Cannes en werd daar opgemerkt door het Italiaanse AC Milan. Hij speelde uiteindelijk drie wedstrijden voor de grote Italiaanse club. Beloufa werd ook een seizoen uitgeleend aan AC Monza. In 2000 verhuisde hij naar het Belgische Germinal Beerschot, waar hij in twee seizoenen 47 wedstrijden speelde. In het seizoen 2002-2003 kwam hij uit voor het Franse SC Bastia. Hij keerde na dat seizoen echter terug naar België en ging twee seizoenen voor Excelsior Moeskroen spelen. In 2005 verhuisde hij naar KVC Westerlo. In maart 2007 verbrak hij zijn contract bij Westerlo en daarna vond hij onderdak bij het Zweedse Helsingborgs IF. Na anderhalf jaar vertrok hij bij deze club. In 2010 speelde Beloufa nog even voor toenmalig derdeklasser Olympic Charleroi, maar wegens problemen met de knie moest hij een paar maanden later stoppen met voetballen.
Beloufa speelde tussen 2004 en 2006 negen wedstrijden voor de Algerijnse nationale ploeg, nadat hij eerder uitkwam voor de nationale jeugdelftallen van Frankrijk.

## Trainerscarrière
Na enkele seizoenen de jeugd van K. Mariaburg VK. te hebben getraind, kreeg hij in de zomer van 2017 de kans om hoofdtrainer te worden van de toenmalige tweedeprovincialer. Beloufa deed tussendoor ook scoutingswerk voor Antwerp FC. Op 12 maart 2018 maakte de oudste club van het land bekend dat het Beloufa met onmiddellijke ingang aanwierf als assistent-trainer.
Op 15 november 2021 raakte bekend dat Beloufa Marc Wilmots zal assisteren bij zijn nieuwe club Raja Casablanca.